# Mark Howard (settembre 1986)
Mark Howard (Southwork, 21 settembre 1986) è un calciatore inglese, di ruolo portiere, attualmente svincolato.

## Carriera
Cresciuto nell'Arsenal, va in panchina nella Supercoppa inglese persa 2-1 contro il Chelsea prima di essere ceduto in prestito agli scozzesi del Falkirk il 27 gennaio 2006. Esordisce in campionato il 26 marzo seguente contro l'Hearts (1-2), totalizzando 8 incontri a fine stagione.
Il 26 maggio, scaduto il contratto con i Gunners, passa al Cardiff City, riuscendo a giocare solo un incontro di Coppa di Lega contro il Barnet, perso 0-2. Il 19 gennaio seguente firma un contratto di un mese con lo Swansea City, rimanendo in Galles, ma non gioca alcuna partita. Svincolatosi anche dal Cardiff City, il 28 giugno 2007 si accorda con il St. Mirren, squadra scozzese. Debutta il 13 febbraio 2008 contro il Dundee United (0-1), partita di Coppa, e colleziona 52 presenze tra campionato, Coppa nazionale e Coppa di Lega, terminando la sua esperienza al St. Mirren nell'estate del 2010. Il 13 luglio passa all'Aberdeen, rimanendo in Scozia. Il suo esordio è datato 14 agosto 2010, contro l'Hamilton Academical (4-0).
Il 23 settembre del 2011 si accorda con il Blackpool, facendo ritorno in Inghilterra dopo sei anni: debutta con la nuova maglia il 26 dicembre seguente, in campionato, contro il Barnsley (1-3). In seguito colleziona altre quattro presenze tra Championship e FA Cup, trasferendosi in prestito allo Sheffield United il 31 gennaio del 2012. A Sheffield non gioca alcun incontro ma, svincolatosi dal Blackpool a fine stagione, viene acquistato a costo zero dallo Sheffield United che lo schiera per qualche incontro. L'11 agosto 2012 esordisce giocando contro il Burton (2-2), sfida valida per la Football League Cup.

## Palmarès

### Club

#### Competizioni nazionali
- National League: 1

Wrexham: 2022-2023

### Individuale
- Giocatore dell'anno del Brøndby: 1

2007
- Miglior portiere della Football League One: 1

2016-2017